# 園部車站

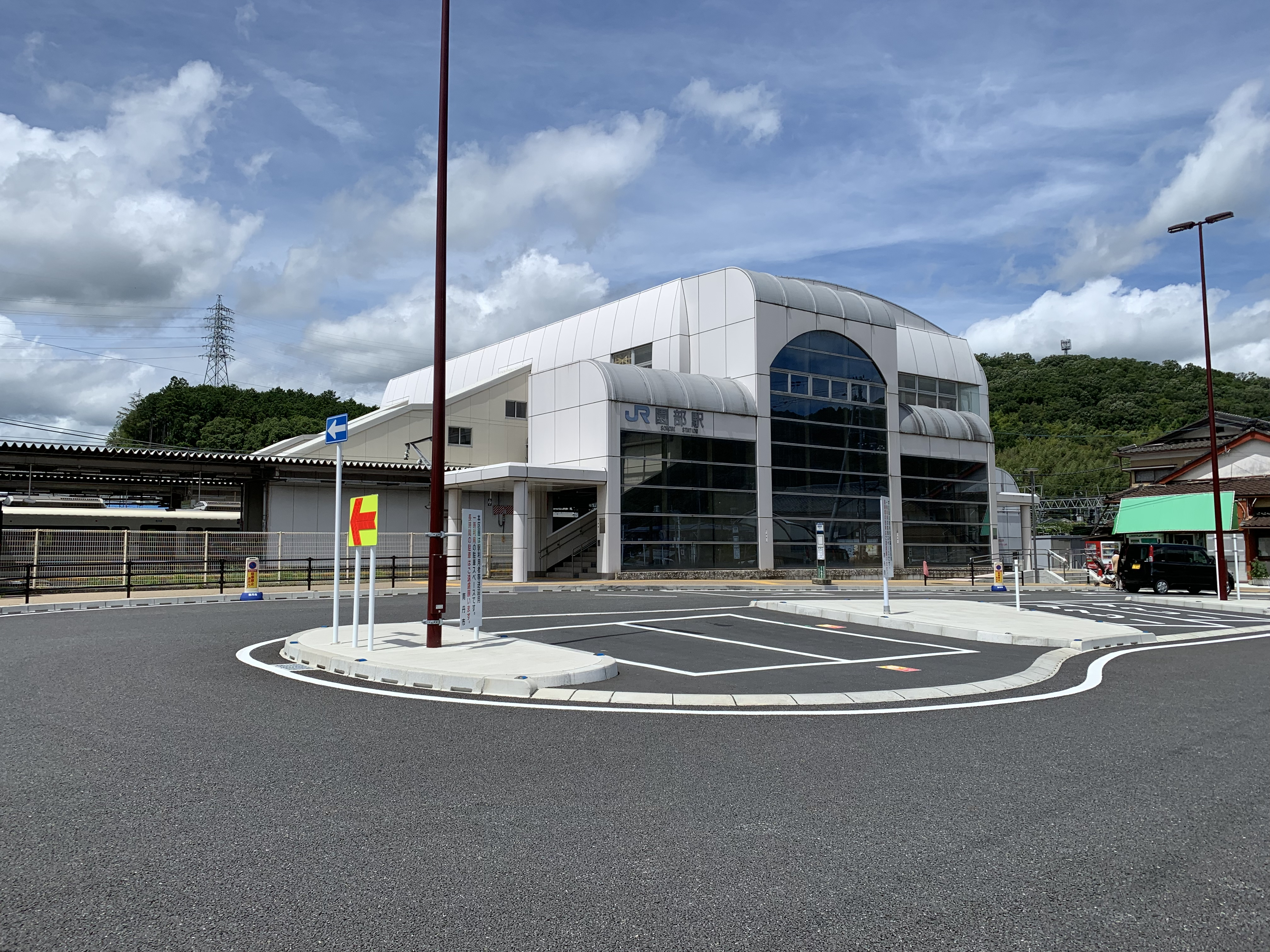
園部車站東口(2022年7月)

園部車站（日语：／ Sonobe eki */?）是一由西日本旅客鐵道（JR西日本）所經營的鐵路車站，位於日本京都府南丹市園部町，是山陰本線沿線車站之一。在過去園部車站是所在地園部町的主車站，而在園部町與周圍其他町村合併為南丹市之後，也順勢成為南丹市的主車站。

## 簡介
園部車站是被暱稱為「嵯峨野線」的山陰本線京都－園部路段的終點車站，因此在本站內提到往京都方向的路線時是使用「嵯峨野線」的稱呼，但往福知山方向過去的路線則直接標示「山陰本線」（JR西日本有時略稱為「山陰線」），以作為區隔。另，由於嵯峨野線是JR西日本稱為「都市網路」（アーバンネットワーク）的京阪神都會區鐵路網之一部分，因此園部車站也成為都市網路的邊界車站。
為了作為戰時運輸用途，日本國鐵在1944年時啟用的篠山線原本是預計以園部車站作為終點，修築成一條自福知山線篠山（今篠山口）連往山陰本線的輔助路線。但該路線在1945年戰爭結束後也停止修築，成為只有篠山口至福住之間路段通車的未成線，因此園部從沒真正成為有兩條路線通過的轉車站，而該路線也在1972年時因利用率過低而廢線。
園部車站至京都車站為複線路段、至綾部車站為單線路段。

## 車站結構
島式月台2面4線的地面車站，設有跨站式站房。此外，由於站內設有很多留置線，亦被用於夜間列車停放。
直營站（龜岡站的被管理站），設有綠窗口。

### 月台配置
| 月台 | 路線     | 目的地           |
| ---- | -------- | ---------------- |
| 1－4 | 嵯峨野線 | 龜岡、京都方向   |
| 1－4 | 山陰本線 | 綾部、福知山方向 |

## 使用情況
1日平均上車人次如下表。
| 年度   | 1日平均 上車人次 |
| ------ | ---------------- |
| 1999年 | 68               |
| 2000年 | 55               |
| 2001年 | 55               |
| 2002年 | 55               |
| 2003年 | 58               |
| 2004年 | 58               |
| 2005年 | 60               |
| 2006年 | 60               |
| 2007年 | 66               |
| 2008年 | 60               |
| 2009年 | 60               |
| 2010年 | 56               |
| 2011年 | 52               |
| 2012年 | 58               |
| 2013年 | 55               |
| 2014年 | 47               |
| 2015年 | 38               |
| 2016年 | 41               |

## 相鄰車站
西日本旅客鐵道
 嵯峨野線、山陰本線
- 特急「城崎」「橋立」「舞鶴」停車站

■快速、■普通
吉富（JR-E15）－園部（JR-E16）－船岡

## 外部連結
- 船岡站（JR西日本）